# Агнеш (река)
Агнеш или Огнеш (блр. Агнеш; рус. Огнеш) белоруска је река која протиче преко територија Гарадочког рејона Витепске области.
Извире у маленом језеру Залешно и након свега 13 km тока улива се у језеро Језеришче које је преко река Обаљ и Западна Двина повезано са Балтичким морем.
Површина сливног подручја је 48 km². Просечан пад реке је око 2,6 метара по километру тока. Њено корито је каналитовано у горњем (од извора до 4,6 km тока) и доњем делу тока (око 4,1 km узводно до ушћа).